# Taufbecken (Clairoix)

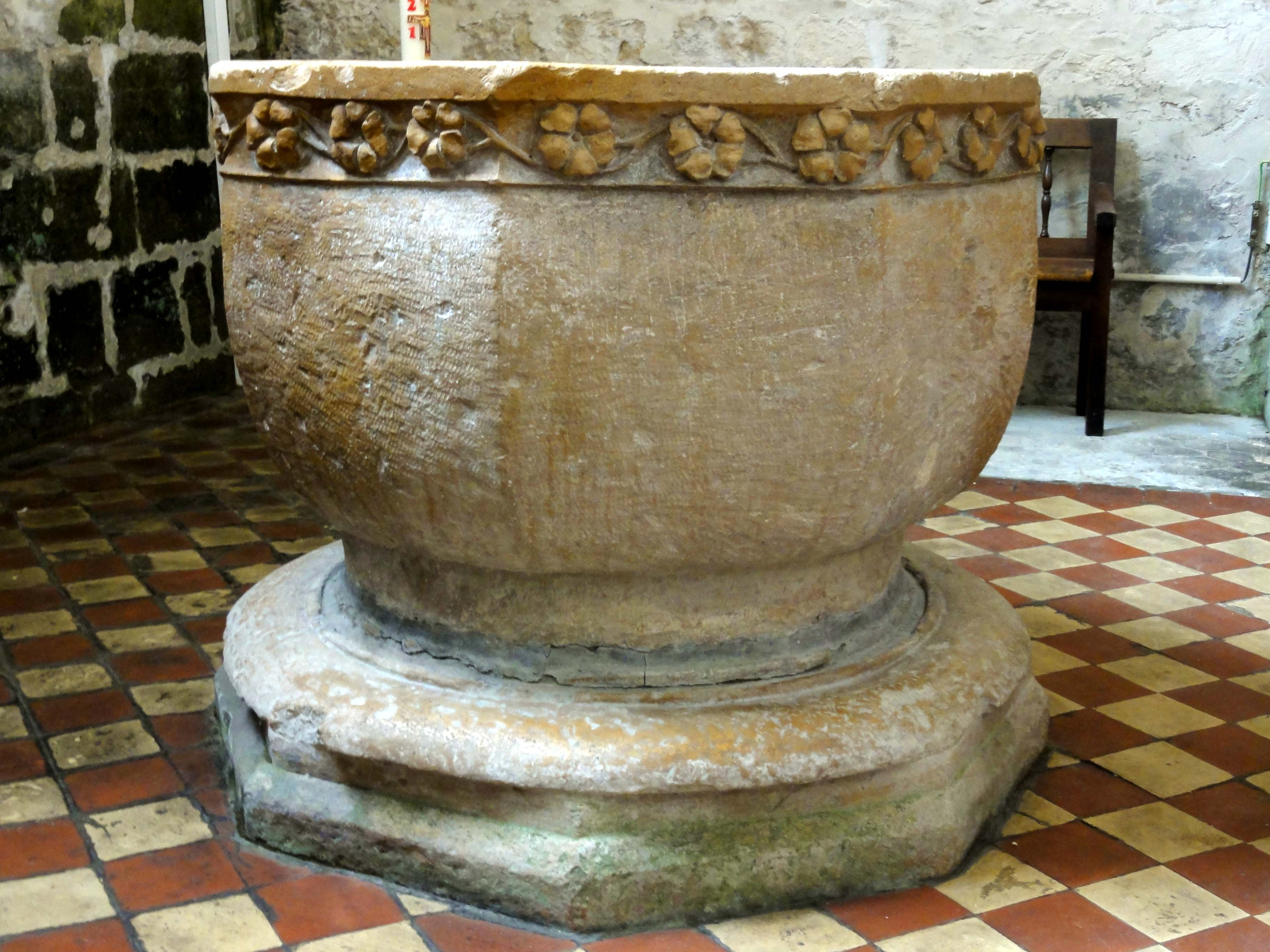
Taufbecken in Clairoix

Das Taufbecken in der katholischen Pfarrkirche St-Étienne in Clairoix, einer französischen Gemeinde im Département Oise in der Region Hauts-de-France, wurde Mitte des 13. Jahrhunderts geschaffen. Im Jahr 1913 wurde das gotische Taufbecken als Monument historique in die Liste der geschützten Objekte (Base Palissy) in Frankreich aufgenommen.
Das 91 cm hohe Taufbecken aus Kalkstein besitzt einen Durchmesser von 1,07 Meter. Es steht auf einem achteckigen Sockel, der mit einer runden Platte abschließt. Das achteckige Taufbecken ist am oberen Rand mit einem Fries aus Blumenmotiven geschmückt.